# Originaltro rekonstruktion
Originaltro rekonstruktion betegner den arkitektoniske praksis efter et kortere eller længere åremål at bygge så nøjagtige kopier som muligt af bygninger, der er fuldstændigt eller næsten fuldstændigt ødelagt gennem krig, naturkatastrofer, sammenstyrtninger eller – eventuelt politisk motiverede – nedrivninger. Originaltro rekonstruktion har været udbredt i mange europæiske lande siden begyndelsen af 1900-tallet og foretages sædvanligvis, hvis den pågældende bygning har været central og identitetsskabende for stedet. Fremgangsmåden kræver et stort kendskab til den ødelagte bygning.

## Rekonstruktion i arkitekturen
Rekonstruktion af forsvundne bygninger er i mange tilfælde et omstridt fænomen, både blandt arkitekter og i offentligheden, og kan betragtes som en forlængelse af diskussionen om, hvorvidt en arkitektur skal efterligne tidligere perioders stilarter (og i givet fald: hvordan) eller være nyskabende i sit udtryk, en debat der særligt har været ført igennem 1900-tallet.
Et hyppigt argument imod historicisme i almindelighed og rekonstruktion i særdeleshed er, at enhver tidsalder bør have sin egen arkitektur, og at kopiering af fortidens bygningskunst således ikke er et udtryk for nutiden, men repræsenterer en arkitektonisk falskhed.
Argumenter for historicisme, og rekonstruktion, udgår ofte fra den generelle kritik af modernismens æstetik og evne til at tilføre et sted identitet. Desuden fremføres ønsket om sammenhæng med eksisterende (bevarede) bygninger, evt. ifølge en arkitekts oprindelige plan.
Endvidere fremføres, at rekonstruktion af historiske bygninger i en vis forstand netop kan være udtryk for den tid, rekonstruktionen sker i. Beslutning om rekonstruktion kan således have politiske årsager, idet den ofte forekommer, når de politiske forhold, der førte til ødelæggelsen (evt. gennem krigshandlinger), er afløst af et nyt styre, hvorved rekonstruktionen kan fungere som markering af forsoning og byggen bro over den mellemliggende periode. I disse tilfælde kan bygningsrekonstruktion også være et projekt af national karakter.
Desuden forekommer rekonstruktion af rent museale årsager.

## Definitioner
Ved originaltro rekonstruktion forstås, at bygningen eller i det mindste dens ydre så vidt muligt er en nøje kopi af den oprindelige bygning, f.eks. ud fra plantegninger eller eventuelt fotografisk eller andet billedmateriale.
Hvor grænsen går mellem rekonstruktion og (kraftig) restaurering, beror i sagens natur på et skøn. I nedenstående liste er tale om rekonstruktion, hvis den oprindelige bygning har været udslettet, eller hvis alene fundamenterne eller evt. enkelte dele af de bærende/ydre mure kan genanvendes.
Her medtages også bygninger, hvoraf visse afsnit har kunnet bevares og restaureres, men hvor større bygningsafsnit, f.eks. hele fløje eller tårne, er rekonstrueret fra grunden (rekonstruerede tage og spir medtages dog ikke, da eksemplerne herpå er legio). Kan samtlige ydermure derimod genanvendes (f.eks. Frederiksborg Slot), betragtes genopbygningen ikke her som rekonstruktion.
En nybygning, der genbruger træk, fx omrids eller stilart, fra en tidligere bygning på samme sted, betragtes ikke som originaltro rekonstruktion, idet hensigten med bygningen ikke er at kopiere den oprindelige. En sådan nyfortolkende genopbygning kan være historiserende (efterligne en tidligere stilart, f.eks. Viborg Domkirke, Hotel Adlon, dele af Nidarosdomen) eller kritisk (efterligne omrids eller facadestruktur, men i et nutidigt formsprog, f.eks. Haus Sommer og Haus Liebermann syd og nord for Brandenburger Tor).
Bygninger, der er flyttet, dvs. demonteret og genopført andetsteds med genanvendelse af materialerne (f.eks. Den Gamle By), betragtes normalt ikke som originaltro rekonstruktion.

## Alfabetisk liste
Listen medtager også fremtidige rekonstruktioner, såfremt den politiske beslutning er på plads.

### Belgien
- Diksmuide: Bykernen som helhed, inklusive:
  - Sankt Nikolai-Kirken, bygget i 1300-tallet, bombet 1914 under Første Verdenskrig, rekonstrueret fra 1920'erne indtil 1945.

- Ieper (Ypres): Bykernen som helhed, inklusive:
  - Klædehallen, bygget 1200-1304, bombet flere gange 1914-1918 under Første Verdenskrig (dele af tårnet bevaret), rekonstrueret 1933-1967.
  - Sankt Martins-katedralen, bygget fra 1221, bombet flere gange 1914-18 under Første Verdenskrig (mindre dele af de bærende mure bevaret), rekonstrueret fra 1920'erne.

### Danmark
- København:
  - 5 kanonbådsskure (skurgruppe 4) på Holmen, bygget mellem 1807 og 1850, nedbrændt 2006, siden rekonstrueret.
  - 2 pavilloner ved indgangen til Enghaveparken, Enghavevej, bygget i 1920'erne, nedrevet i 1970'erne, rekonstrueres fra 2016.

### Bosnien og Hercegovina
- Mostar:
  - Broen Stari Most, bygget 1557-1567, sprængt 1993 under den jugoslaviske krig, rekonstrueret 1995-2004[1]; delvis genanvendelse af oprindelige materialer.
- Sarajevo:
  - Musikpavillonen på At Mejdan, bygget 1913, ødelagt i Anden Verdenskrig, rekonstrueret 2004

### Frankrig
- Orléans:
  - Hellig Kors-Katedralens skib, tværskib og kor, bygget fra 1287 til 1500-tallet, nedbrudt 1568 under de franske religionskrige, rekonstrueret 1601-1690.

### Hviderusland
- Minsk:
  - Det Gamle Rådhus, bygget og ombygget fra 1500- til slutningen af 1700-tallet, nedrevet 1857 under zar Nikolaj 1., rekonstrueret 2002-2004; hovedsageligt ydre rekonstruktion[2].

### Israel
- Jerusalem:
  - Hurva-synagogen, bygget 1836-1864, sprængt 1948 under den arabisk-israelske krig, rekonstrueret 2005-2010.

### Italien
- Cassino:
  - Monte Cassino-klosteret, bygget fra 718 til cirka 1400, bombet 1944, rekonstrueret ca. 1950-1964[3].

- Venedig:
  - Markuskirkens klokketårn, bygget fra cirka 900 til 1510, styrtet sammen 1902 pga. mislykket indbygning af elevator, rekonstrueret 1903-1912 (med elevator).

### Japan
- Hiroshima:
  - Hiroshimas fæstning: Hovedtårnet, bygget fra 1589 til cirka 1600, atombombet 1945 under 2. verdenskrig, rekonstrueret 1958; øvrige fløje ikke rekonstrueret.

### Kina
- Beijing:
  - Yongding-porten, bygget 1553, nedrevet i 1950'erne i forbindelse med en vejudvidelse, rekonstrueret 2005.

### Letland
- Riga:
  - Gildehuset Sorthovedhuset, bygget fra begyndelsen af 1300-tallet til 1580, bombet 1941 under 2. verdenskrig, ruinen sprængt 1948, rekonstrueret 1993-1999[4].

### Litauen
- Vilnius:
  - Storfyrstepaladset, bygget i 1500-tallet, forfaldet fra 1660 efter russisk belejring og brand, nedrevet 1801 under zar Paul 1. efter Polens tredje deling, rekonstrueret 2002-2009[5].

### Norge
- Bergen:
  - Bryggen: de seks nordligste huse, bygget i begyndelsen af 1700-tallet, brændt 1955[6], rekonstrueret i 1970'erne; flere huse beskadiget, men restaureret.

### Polen
- Gdańsk: Store dele af bykernen, inklusive:
  - Sankt Katarina-kirken, bygget fra 1227 til 1400-tallet, bombet og brændt 1945 under 2. verdenskrig, rekonstrueret fra 1950'erne til 1980'erne.
  - De fleste bygninger langs Ulica długa.
- Malbork:
  - Den Tyske Ordens slot, bygget fra 1278, bombet 50% og brændt 1945 under 2. verdenskrig, rekonstrueret fra 1962'erne til 1993'erne.
- Sieraków:
  - Opaliński-slottets sydfløj, rekonstrueret fra 1991 til 1993.
- Stargard Szczeciński:
  - Rohlederhaus
- Warszawa: Bykernen som helhed, inklusive:
  - Kongeslottet, bygget fra 1400-tallet til 1771, bombet 1939 og 1944, resterne sprængt 1944 under 2. verdenskrig, rekonstrueret 1971-1988[7]; delvis genanvendelse af oprindelige materialer.
  - Sankt Johannes-domkirken, bygget fra 1390 til 1800-tallet, brændt og sprængt 1944 under 2. verdenskrig, (et klokketårn delvis bevaret), rekonstrueret 1947-1954; til dels rekonstruktion af kirkens 1300-tals-udseende, måske snarest historiserende genopbygning.
  - Ujazdów-slottet, bygget fra 1624, bombet og brændt 1944 under 2. verdenskrig, rekonstrueret til 1974.
- Wrocław: Store dele af bykernen, inklusive:
  - Sankt Johannes Døberen-domkirken bygget fra 1244, bombet og brændt 1945 under 2. verdenskrig, rekonstrueret fra 1950'erne til 1991'erne.

### Rusland
- Moskva:
  - Kasan-Katedralen, bygget 1636, sprængt 1936 pga. Stalintidens religionspolitik, rekonstrueret 1990-1993[8].
  - Kristus Frelser-Katedralen, bygget 1817-1883, sprængt 1931 pga. Stalintidens religionspolitik, rekonstrueret 1990-2000[9][10].
  - Opstandelsesporten og Opstandelseskapellet (Det iberiske kapel) bygget 1680, nedrevet 1931 pga. Stalintidens religionspolitik, rekonstrueret 1994-1996[11].

### Spanien
- Barcelona:
  - Tysklands pavillon fra verdensudstillingen 1929, bygget 1928-29, nedrevet 1930, genopført 1983-86.

### Sydkorea
- Seoul:
  - Gyeongbok-paladset, bygget 1394-1867, nedbrudt 1911 efter den japanske besættelse, rekonstrueres gradvis fra 1995.

### Tyskland
- Berlin:
  - Elefantentor, indgang til Berlin Zoo, bygget 1899, bombet 1945 under 2. verdenskrig, rekonstrueret 1984[12].
  - Gerichtslaube, Berlins gamle rådhus, bygget 1270, nedtaget 1871 og siden genopført i Park Babelsberg, rekonstruktion med værtshus opført i Nikolaiviertel 1985-1987 få hundrede meter fra den oprindelige placering.
  - Japans ambassade, bygget 1938-1942, bombet 1944 under 2. verdenskrig, ruinen nedrevet 1985-1986 (én fløj delvis bevaret), rekonstrueret 1986-1988; ydre rekonstruktion.
  - Kommandantenhaus (Alte Kommandantur), bygget 1795-1874, bombet 1945 under 2. verdenskrig, ruinen nedrevet i 1950'erne, rekonstrueret 2001-2003[13][14]; ydre rekonstruktion.
  - Kronprinzenpalais, bygget 1663-1857, bombet 1945 under 2. verdenskrig og efterfølgende nedbrudt, rekonstrueret 1968-1970; ydre rekonstruktion.[15]
  - Olympiastadions klokketårn, bygget 1934-1936, sprængt 1947 på grund af sammenstyrtningsfare efter bombardementer under 2. verdenskrig, rekonstrueret 1960-1962;[16] førerlogen ved tårnets fod ikke rekonstrueret.
  - Prinzessinnenpalais, bygget 1730-1811, bombet 1944-1945 under 2. verdenskrig, ruinen nedbrudt 1960-1962, rekonstrueret 1962-1964; ydre rekonstruktion.[15]
  - Stadtschloss, bygget 1443-1713 (kuplen 1845-1853), sprængt 1950 af DDR-myndighederne for at skaffe plads til Palast der Republik (én indgangsportal delvis bevaret, flyttet), nord-, vest- og sydfløjen rekonstrueres fra 2012;[17] ydre rekonstruktion; østfløjen opføres i nutidsarkitektur.
  - Spittelkolonnaden, to kolonnader ved Leipziger Straße, bygget 1776, den sydlige kolonnade nedtaget 1929, den nordlige beskadiget i Anden Verdenskrig og nedrevet 1960, den sydlige rekonstrueret få meter fra den oprindelige placering 1979; delvis genanvendelse af oprindelige materialer.
  - Værtshuset Zum Nussbaum, bygget på Fischerinsel enten 1505 eller 1705, bombet 1943, rekonstruktion opført i Nikolaiviertel 1987 få hundrede meter fra den oprindelige placering.

- Braunschweig:
  - Pakhuset Alte Waage, bygget 1534, bombet 1944 under 2. verdenskrig, rekonstrueret 1991-1994[18].
  - Residenzschloss, bygget 1830-1841, bombet 1944 under 2. verdenskrig, ruinen nedrevet 1960[19], rekonstrueret 2005-2007[20][21]; ydre rekonstruktion som del af et indkøbscenter, delvis genanvendelse af oprindelige materialer.

- Demmin:
  - Rådhuset, bygget fra 1770'erne til 1886, ødelagt 1945 under 2. verdenskrig, rekonstrueret 1997-1998.

- Dresden: Bykernen som helhed[22], inklusive:
  - Coselpalais, bygget 1762-1764, bombet 1945 under 2. verdenskrig (to portbygninger bevaret), rekonstrueret 1998-2000; hovedsageligt ydre rekonstruktion.
  - Frauenkirche, bygget 1726-1743, styrtet sammen efter bombeangreb og brandskader ved ildstormen 1945 under 2. verdenskrig (kor og indgangsportal bevaret), rekonstrueret 1994-2004[23][24]; delvis genanvendelse af oprindelige materialer.
  - Kanzleihaus, bygget 1565-1567, brændt 1945 efter bombeangreb under 2. verdenskrig, ruinen nedrevet 1962, rekonstrueret 1996-1999[25]; ydre rekonstruktion.
  - Kurländer Palais, bygget 1729, bombet 1945 under 2. verdenskrig (dele af midterfløjens ydermure bevaret), rekonstrueret 2006-2009[26]; ydre rekonstruktion.
  - Neumarkt-karreerne, hvis ikke andet angives, bombet eller brændt 1945 under 2. verdenskrig. Rekonstrueres fra 2004:[27][28]
    - Nordkarreen: Augustusstraße 2; Neumarkt 1, 2, 3; rekonstrueret 2004-2006; ydre rekonstruktion.
    - Nordøstkarreen: An der Frauenkirche 13, 14; Rampische Straße, ulige numre 1-7 og 23-33; rekonstrueres fra 2004; ydre rekonstruktion.
    - Østkarreen: An der Frauenkirche 16, 17, 19, 20; Neumarkt 4 (samt kopi af dette på nr. 5) og 7; Landhausstraße 11 "Palais Hoym"; rekonstrueres fra 2006; ydre rekonstruktion.
    - Sydøstkarreen: Neumarkt 8, 9 "Hotel de Saxe" (nedrevet 1888); Landhausstraße 4, 6 "British Hotel", 8; rekonstrueret 2004-2006; ydre rekonstruktion.
    - Sydvestkarreen: Neumarkt 12 (Schützhaus); Frauenstraße 14 (Köhlersches Haus); rekonstrueret 2007-2008; ydre rekonstruktion
    - Vestkarreen: Frauenstraße 7, 9; Neumarkt 14 (delvis; måske rekonstrueres dog hele 13 og 14), 15; Galeriestraße 24; rekonstrueres fra ca. 2012; ydre rekonstruktion

  - Jüdenhof-/Slotskarreerne, hvis ikke andet angives, bombet eller brændt 1945 under 2. verdenskrig. Rekonstrueres fra 2010:[22]
    - Nordvestkarreen: Schlossstraße 32, 34, 36; Schössergasse 27, 29; Sporergasse 3; rekonstrueres fra 2010; ydre rekonstruktion
    - Nordøstkarreen: Schössergasse 16, 18; Neumarkt 19; Sporergasse 5; rekonstrueres fra 2010; ydre rekonstruktion
    - Sydøstkarreen: Neumarkt 16, 17, 18; Sporergasse 2; rekonstrueres fra ca. 2011; ydre rekonstruktion
    - Sydvestkarreen: Schlossstraße Lige numre 24-30; Schössergasse 23, 25; rekonstrueres fra ca. 2011; ydre rekonstruktion

  - Residenzschloss (bygget fra 1400- til 1700-tallet): dele af østfløjen, bygget 1717-1719, bombet 1945 under 2. verdenskrig (de øvrige fløjes ydermure bevaret), ruin af fløjen nedrevet 1985, rekonstrueret 2004-2010.
  - Taschenbergpalais: Syd-, øst-, til dels vestfløjen samt forbindelsesfløje, bygget 1705-1857, bombet 1945 under 2. verdenskrig (nordfløjens ydermure bevaret), rekonstrueret 1992-1995[29]; ydre rekonstruktion.
  - Zwinger-museet: Syd-, vest,- og til dels nordfløjen, bygget 1710-1719, bombet 1945 under 2. verdenskrig (øst- og til dels nordfløjen bevaret), rekonstrueret 1946-1963.

- Frankfurt am Main:
  - Alte Stadtbibliothek, bygget 1820-25, bombet 1945 under 2. verdenskrig, ruinen senere nedrevet (søjlefronten bevaret), rekonstrueret 2003-05; sidefløjene ikke rekonstrueret.[30]
  - Römerberg-pladsen:
    - Østsiden (Samstagsberg): Syv bindingsværkshuse: Großer Engel, Kleiner Engel, Goldener Greif, Wilder Mann, Kleiner Dachsberg, Großer Laubenberg og Kleiner Laubenberg, bygget fra 1400- til 1500-tallet, bombet 1944 under 2. verdenskrig[31], de sidste ruiner fjernet i 1950'erne, rekonstrueret 1981-1984[32]; genanvendelse af enkelte oprindelige materialer.
    - Sydsiden: Bindingsværkshuset Schwarzer Stern, bygget i 1400-tallet, bombet 1944 under 2. verdenskrig, rekonstrueret 1983;[33] genanvendelse af enkelte oprindelige materialer.

  - Otte bindingsværkshuse i Altstadt: Hinter dem Lämmchen lige numre 2-8 (Junger Esslinger, Alter Esslinger, Goldenes Lämmchen, Klein-Nürnberg), Kruggasse 1 (Rebstock), Markt 5 (Goldene Waage) og 17 (Rotes Haus) samt Braubachstrasse 21,[34] bombet under 2. Verdenskrig, genopføres i forbindelse med genetableringen af et kvarter, hvor Technisches Rathaus lå 1974-2011. Hertil kommer sandsynligvis mindst seks andre huse opført af private bygherrer (de øvrige bygninger opføres i nutidsarkitektur efter gamle byggelinjer); rekonstrueres fra 2012.[35][36]
- Hamburg:
  - Michaelis-kirkens tårn, bygget 1762, brændt og styrtet sammen 1906, rekonstrueret 1906-1912.

- Hildesheim:
  - Den gamle markedsplads med gildehusene Bäckeramtshaus og Knochenhaueramtshaus (bygget 1529) samt Wedekindhaus (bygget 1598), alle brændt 1945 efter bombeangreb under 2. verdenskrig, rekonstrueret 1986-1989[37].

- Nürnberg: Dele af bykernen og kejserborgen, inklusive:
  - Luginsland-tårnet, bygget 1377, bombet 1944-1945 under 2. verdenskrig, rekonstrueret i 1950'erne[38].

- Potsdam:
  - Stadtschloss, bygget cirka 1600-1751 (Fortuna-portalen omkring 1700), bombet 1945 under 2. verdenskrig, ruinen sprængt 1959-1960, rekonstrueres 2000-2013; rekonstruktionen imod den indre gård er dog ikke originaltro, idet fløjene er gjort bredere, og gården mindre for at skaffe plads til den nye funktion som Brandenburgs landdag; ydre rekonstruktion.

### Ukraine
- Kyiv:
  - Sankt Mikael-klosterkirken og klokketårnet, bygget i 1700-tallet, nedbrudt og sprængt 1934-1936 pga. Stalintidens religionspolitik, rekonstrueret 1997-1999[39].

- Odesa:
  - Forklarelseskatedralen, bygget 1795-1827, nedbrudt og sprængt 1936 pga. Stalintidens religionspolitik, rekonstrueret 2000-2005.

### USA
- Williamsburg, Virginia:
  - Guvernørpalæet, bygget 1706-1722, brændt 1781, de sidste ruiner nedrevet 1861-1865 under den Amerikanske borgerkrig, rekonstrueret 1932-1934[40].

## Galleri
- Dresden: Frauenkirche i 1970
- Diksmuide: Nikolai-kirken m.m. fra mellemkrigstiden
- Ieper: Klædehallen og Sankt Martins-katedralen i 1919
- Ieper: Klædehallen og Sankt Martins-katedralen m.m. fra mellemkrigstiden
- Mostar: Stari Most fra 2004
- Minsks gamle rådhus fra 2004. Kirketårnene er også rekonstruerede
- Venedig: Murbrokkerne efter klokketårnet i 1902
- Klokketårnet fra 1912
- Jerusalem: Hurva-synagogen før 1948
- Hurva-synagogen i 2010
- Cassino: Monte Cassino fra 1964
- Hiroshima: fæstningen fra 1958
- Beijing:Yongding-porten fra 2005
- Riga: Sorthovedhuset fra 1999
- Bergen: De seks huse t.v. er fra 1970'erne
- Gdańsk: Sankt Katarina-kirken fra 1980'erne
- Warszawa: Slottet og Sankt Johannes-domkirken m.m. fra 1950'erne
- Moskva: Kasan-katedralen fra 1993
- Moskva: Kristus Frelser-katedralen sprænges i 1931
- Kristus Frelser-katedralen fra 2000
- Moskva: Opstandelsesporten fra 1996
- Berlin: Kommandantenhaus fra 2003
- Braunschweig: Alte Waage fra 1994
- Demmin: Rådhuset fra 1998
- Dresden: Coselpalais fra 2000
- Frankfurt: Alte Stadtbibliothek fra 2005
- Frankfurt: Römerbergs østside fra 1984
- Hamburg: Michaelis-kirketårnet fra 1912
- Hildesheim: Bäckeramtshaus, Knochenhaueramtshaus og Wedekindhaus fra 1989
- Kyiv: Sankt Mikael-klosterkirken fra 1998
- Williamsburg: Guvernørpalæet fra 1934